# Punta Rossini
Punta Rossini es un cabo cubierto de nieve en la costa sur de la isla Alejandro I en la Antártida. Este promontorio marca el lado sureste de la entrada a la ensenada ocupada por la plataforma de hielo Bach. Visto por primera vez y cartografiado aproximadamente por el Servicio Antártico de Estados Unidos (USAS) en 1939–1941. Remapeado con mayor detalle a partir de fotografías aéreas obtenidas por la Expedición de Investigación Antártica de Ronne (RARE), 1947–1948, por Derek J. H. Searle de la British Antarctic Survey en 1960. El Comité de Topónimos Antárticos del Reino Unido le puso su nombre en honor al compositor italiano Gioachino Rossini.